# Белевренски долмени
В землището на с. Белеврен са открити два долмена – единият от мегалитните паметници е разположен северозападно от селото в местността Лозята, край черен път, който отбива от асфалтовото шосе Белеврен – Кирово на запад в посока към с. Долно Ябълково, а другият е разположен североизточно, върху билото на хълм, изкуствено залесен с иглолистна, който е разположен източно от големия завой на Селската река, в местността Киряк Стоянова/Стефчова къшла.

## Археологическо проучване
Долменът в местността Лозята е проучен през лятото на 2005 г. от екип на НИМ при БАН с научен ръководител Даниела Агре и заместник ръководител Деян Дичев. Впоследствие съоръжението е изоставено без подходяща консервация.
Ориентацията на археологическия паметник е север-юг. Насипът около могилата е от камъни с диаметър 19 m. Височината на каменната могила е около 0,90 m.
Долменът е двукамерен с дромос и фасада, изграден от гранитни плочи и сравнително добре запазен. При проучването археолозите установяват че в долмена е влизано многократно и той е почти напълно ограбен. В пространството пред фасадата на долмена и входа в дромоса е открита голяма концентрация на керамични фрагменти, принадлежащи на различни по форма съдове, като преобладават дълбоките купи с езичести дръжки, изработени от груба глина. Открити са и части от фрагментите от глинени чаши, с различни украси и орнаменти, както и фрагменти от високи съдове с цилиндрично тяло и езичести дръжки и голям хранилищен съд с щемпелувана украса, изработен от сравнително добре пречистена глина. Общо откритите фрагменти принадлежат на около 20 съда, като се срещат вертикални и хоризонтални канелюри и псевдо букели. Сред керамиката се откриват и съдове с врязана украса, предимно от стърчащи защриховани триъгълници.
Част от керамиката най-вероятно е била разположена върху последния ред от фасадата. При рухването ѝ керамиката се е оказала между камъните. Пред фасадата на долмена са открити и фрагменти от 2 или 3 малки съда от сива тракийска керамика, работена на колело. Те са открити на нивото на фрагментите от съдове работени на ръка, т.е. поставени са в момент когато долменът е функционирал. Тази керамика дава долната граница на времевия период на използване на долмена, който археолозите поставят в началото на Късно-желязната епоха.
Гробната камера на долмена е с дължина 2,25 m и ширина 1,75 m, a стените ѝ са изградени от масивни каменни плочи, като горният край на стените е леко наведен навътре. Следи от обработка се забелязват върху горните основи на стените, където ляга покривната плоча. Процепите между стените в основата са запълнени с необработени камъни. Подът на камерата е бил застлан с плочести камъни, плътно подредени един до друг. При откриването по-голямата част от него е разбита. Покривът на камерата е съставен от една масивна каменна плоча, по която липсват от обработка.
Стените на предгробната камера са изградени също от масивни каменни плочи. Камерата е с дължина 1,46 m и ширина в предната част 1,46 m, като ширина в северната част 1,52 m. Покривната плоча липсва. Подът на тази камера също е бил покрит с плочести камъни. От него са запазени четири плочи.
За основа на западната лява стена на дромоса е използван един камък с дължина 0,90 m, височина 0,50 m и дебелина 0,20 m. След това вероятно дромосът във височина е продължавал в редове от по-малки камъни без спойка или такава от кал. Дясната източна стена е зидана от по-малки камъни 0,20 х 0,30 m, но е силно разрушена от коренище на дърво. Тази стена е с размери 1,30 m на 1,35 m. Ширината на дромоса е около 1,15 m, като археолозите не откриват следи от покритие.
В гробната камера и пред долмена са открити общо три фибули – две изработени и бронз и една от желязо. Бронзовата, открита в гробната камера, няма паралели с откритите в Тракия. Тя е датирана VІІІ век пр. Хр. Другата бронзова фибула принадлежи към типа ладиевидни и е датирана VІІІ-VІІ век пр. Хр. Открит е и лъкът на желязна фибула, датирана VІІІ-VІІ век пр. Хр. За първи път при долмени в Тракия са открити мъниста от кехлибар и планински кристал.
На база на откритите материали изграждането на долмена е отнесено към началото на VІІІ век пр. Хр. Той е бил използван дълго време – вероятно до началото на Късно желязната епоха. Резултатите от разкопките на долмените между 2000 г. и 2004 г. в района на Странджа, на база на металните находки, свидетелстват за силни връзки на местното население с народите от Средиземноморския басейн (от района на Фригия, Крит и Родос).
При долменът от местността Киряк Стоянова/Стефчова къшла са покрити и двете камери, но покритието на дромоса не е запазено. Непокътната е лицевата плоча на главната камера, а от лицевата плоча на предната камера е запазена само основата със следи от отвора. И двата отвора са правоъгълни до трапецовидни, леко изтеглени по вертикала. Насипът от трошени камъни около съоръжението стига до половината височина на стените. Плочите използвани за стени и капаци са сравнително грубо обработени, но двете лицеви плочи са били много добре полирани при осъществяването на градежа.

## Свързаност с други култови обекти
Скалното светилище „Големите скали (Големите камъни)“, намиращи се над т.нар. „долменен некропол“ в полите на Странджа планина в близост до с. Белеврен, са били сакрализирани в древността – свидетелство за което са издълбаните кръгли „басейнчета“, а в м. „Цървандакови чешми“ при скалите над Белевренското аязмо извира лековита според местното население. В масива са издълбани кръгли и засводени ниши, т.нар. „басейнчета“ – с кръгла и четвъртита форма от които извеждат издълбани улеи. Споменатите обекти са в комплекс с мегалитните гробници (долмени) край селото.